# Acclaim Games
Acclaim Games — частная компания, американский оператор многопользовательских ролевых онлайн-игр, основанных на способе распространения free-to-play. Компания была образована в 2006 и являлась правопреемником Acclaim Entertainment в части использования торговой марки. После того, как Acclaim Entertainment была ликвидирована ввиду банкротства, бывший CEO компании Activision Говард Маркс приобрёл в сентябре 2004 права на название «Acclaim» за 100 тысяч долларов США. Позднее им совместно с Neil Malhotra была создана новая компания «Acclaim Games», направленная на совершенно другие рыночные сегменты относительно прежнего Acclaim.
Основной деятельностью Acclaim Games было издание и локализация в Северной Америке и Европе онлайн-игр, созданных в азиатском регионе. Компания также давала возможность своим зарегистрированным пользователям опубликовывать компьютерные игры собственного авторства. Схема получения прибыли строилась на распространении рекламы в играх, а также на продаже специальных игровых предметов, но доступ непосредственно к играм оставался бесплатным.
Всего Acclaim Games распространяла 14 игр, среди которых были The Chronicles of Spellborn, Kogamu, BOTS (с которой компания вышла на рынок), 9Dragons, 2Moons, Ponystars, Dance Online, My Diva Doll, Tribal Nations and Prize Potato. По состоянию на декабрь 2007 сообщалось о 5 миллионах созданных учетных записях во всех играх, около 500 тысяч из которых были активными.
Компания была поглощена корпорацией Playdom 19 мая 2010. По прошествии шести месяцев, 27 августа, незадолго до шестилетия ликвидации Acclaim Entertainment, было принято решение о закрытии Acclaim Games. Права на 9Dragons были проданы GameFirst, BOTS позднее была перезапущена Zylon Gaming, распространение других игры было прекращено.

## Игры
- BOTS!! — многопользовательская онлайн-игра в жанре файтинг. Игрок должен выбрать одного из трёх роботов (BOTS) Patch, Surge и Ram, которых предстоит улучшать по ходу игры. Существует три основных игровых режима: Sector (игрок против вируса), PVP (игрок или группа против другого игрока или группы), Base (база против базы). Игра была запущена в апреле 2006. Перед запуском игры короткое время распространялся 2D рекламный видеоролик.
- Kogamu — «несерьёзная» MMORPG, разработанная по мотивам корейской игры «Dungeon and Fighter». Всё действие в игре являло собой сайд-скроллер со множеством противников, которых следовало уничтожить.
- RockFree — free-to-play игра, подобная Guitar Hero, основанная на технологиях Adobe Flash. Первоначальная интернет-версия предлагала соперничество до 8 игроков в точности воспроизведения той или иной популярной мелодии на гитаре. После получения лицензий от Aerosmith, Heart и многих других коллективов к игре было привлечено повышенное внимание. Игры была портирована на Facebook в партнерстве с Slide, и перед закрытием её пиковая нагрузка была в 1,5 раза выше среднемесячной.
- 9Dragons — трехмерная MMORPG, погружающая в атмосферу Китая эпохи династии Мин. Особенностями игры были реалистичная география Китая, а также такие культурные явления как, например, Великая китайская стена и Шаолинь. Игра была создана корейским разработчиком Indy21. При издании игры в США мифология и сюжет игры были переработаны автором бестселлеров Стивеном-Эллиотом Алтманом.
- 2Moons — локализация корейской MMORPG «Dekaron» от Gamehi с изменённой сюжетной линией. Издана Acclaim Games под руководством Дэвида Перри[5]. Финансовая модель игры заключалась в демонстрации рекламных объявлений внутри игрового мира. В декабре 2007 года в игре было 500 тысяч активных игроков, но лишь менее 10 % из них осуществляли покупки под воздействием этой рекламы[2].
- Dance! Online — игра, основанная на китайской разработке Super Dancer Online от Nineyou. Как и 2Moons, издана под руководством Дэвида Перри. Несмотря на наличие более 300 тысяч активных игроков, 50 % из которых были женщинами, в течение 2008 игра была заброшена Acclaim: обновления не устанавливались, при обслуживании проводился минимальный объём работ[2].
- Ponystars — онлайн-игра типа тамагочи, запущенная в июне 2008. Игра являлась американским изданием французской игры «Pony Valley» и издавалась в партнёрстве с разработчиком, компанией Feerik.
- My Diva Doll — онлайн-игра о моде и красоте, изданная в партнёрстве с Feerik.
- Tribal Nations — онлайн-игра, основанная на событиях вокруг коренных племен Мезоамерики, изданная в партнёрстве с французским разработчиком Celsius Online. Игра основана на популярной в то время игре Renaissance Kingdoms от Celsius Online. После прекращения партнёрства с Acclaim Games игру продолжила поддерживать сама Celsius Online, переименовав игру в Native Kingdoms.
- Prize Potato — флэш-игра, ставшая первой попыткой проникнуть в нишу социальных игр на Facebook. В последних версиях представляло собой набор персонажей, за которых пользователи могли голосовать в социальных сетях. Владелец персонажа, победившего в голосовании, получал приз в виде билета на концерт, в путешествие, фотоаппарат и другие награды, которые объявлялись в начале голосования.
- The Chronicles of Spellborn — MMORPG, разработанная Spellborn International и запущенная в 27 ноября 2008 в Европе. Запуск в США и Великобритании планировался в первом квартала 2009.
- Knight’s Blood — онлайн-игра в рыцарях в жанре файтинг, изданная в партнёрстве с разработчиком RedMoonStudios GmbH & Co. KG.
- Muniz Online
- TrackMania
- Prize Island
- Top Secret — масштабируемая многопользовательская гоночная онлайн-игра, разрабатываемая Acclaim Games под руководством Дэвида Перри. Представляла собой совместную онлайн-разработку компьютерной игры, в которой принимали участие как новички, так и профессионалы. Проект не был лишён соревновательности: участник, внесший наибольший вклад, мог попробовать себя в роли управляющего разработкой новой игры.